# Анап (Ардени)
Анап (фр. Hannappes) насеље је и општина у североисточној Француској у региону Шампањ-Арден, у департману Ардени која припада префектури Шарлвил Мезјер.
По подацима из 2011. године у општини је живело 154 становника, а густина насељености је износила 18,22 становника/km². Општина се простире на површини од 8,45 km². Налази се на средњој надморској висини од 185 метара (максималној 238 m, а минималној 177 m).

## Демографија
| 1962. | 1968. | 1975. | 1982. | 1990. | 1999. | 2011. |
| ----- | ----- | ----- | ----- | ----- | ----- | ----- |
| 181   | 219   | 210   | 211   | 186   | 155   | 154   |

График промене броја становника у току последњих година